# 文翁 (老挝)

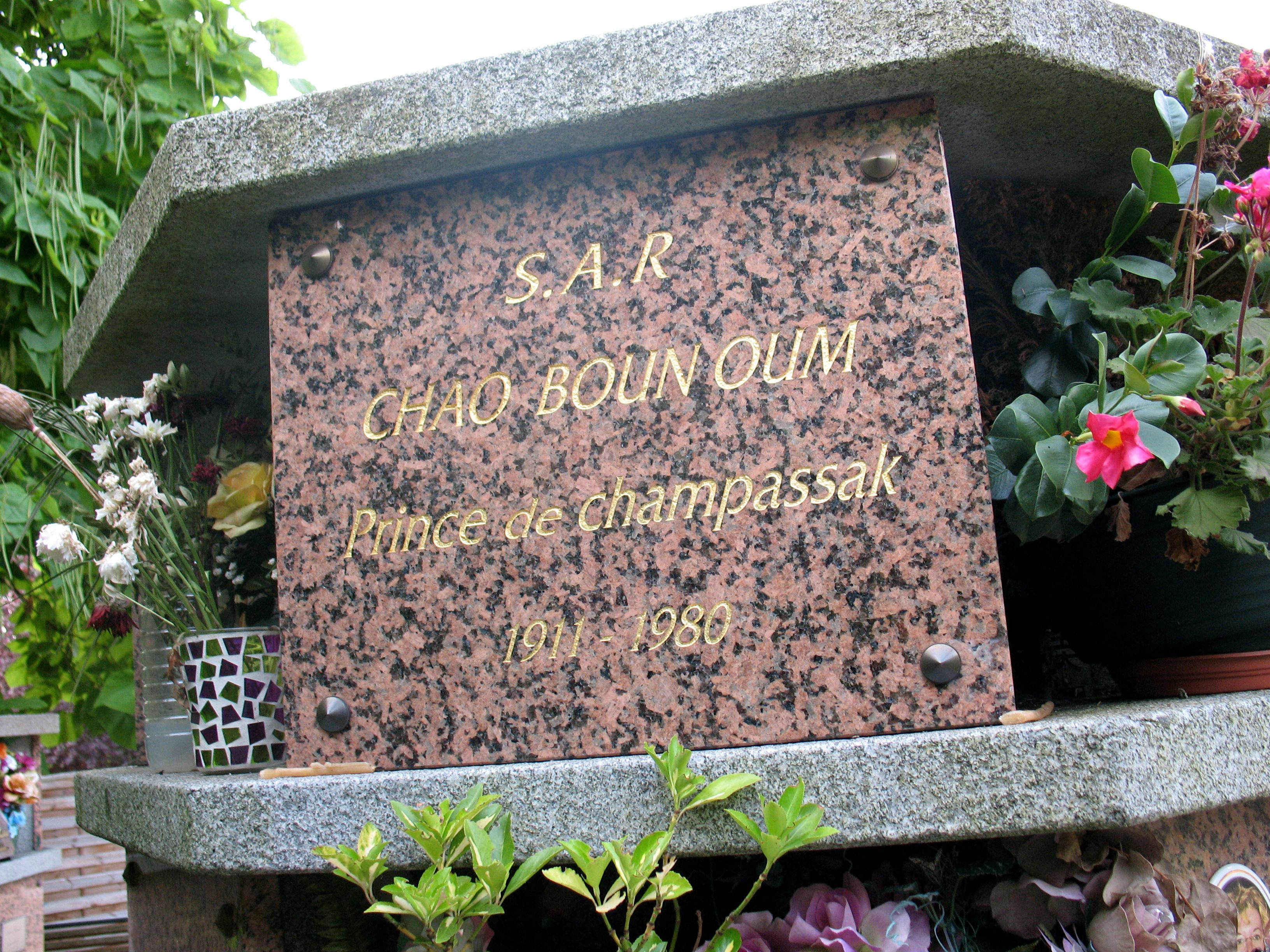
法国默东工程墓地

文翁·纳占巴塞亲王（1911年12月12日—1981年3月17日），简称文翁亲王，老挝王族、政治人物，占巴塞王国末代王昭坎苏之孙，占巴塞领主拉察达奈亲王（Ratsadanay）之子。世袭占巴塞亲王，1948-1950年和1960-1962年两次担任老挝王国首相。他是老挝内战亲美右派的代表人物，持有“殿下” (Sadet Chao) 称号。

## 早年
文翁亲王1911年出生于下寮占巴塞省敦码头（Don Talad）。在僧学院（Wat Liep Monastery Sch.）和万象法学院（l'École de Droit）接受教育。1925～1933年就读于越南西贡圣保罗大学。后留学法国学法律。

## 首相
日军入侵法属印度支那后，文翁于1941年至1945年在老挝南部随同法军活动，反抗日本侵略。1946年8月和琅勃拉邦王室代表与法国政府签订《法老临时协定》，把下寮统一于老挝王国，被委任终身王国总监，有权监督一切国政工作，参加政府会议和咨询国内外一切情况。1948年他任王室委员会主席（枢密院主席），1949年3月任首相兼国防大臣，1956年同梭发那·富马亲王之兄佩差拉亲王争夺副国王职位，并力图恢复占巴塞王国，但均未成功。
他与首相松萨尼特、副首相富米·诺萨万等结成右派亲美集团。1960年8月9日老挝王国政府军伞兵第二营营长贡勒上尉和代理副营长敦·逊纳拉中尉等爱国军官发动政变推翻松萨尼特政府后，富米·诺萨万逃回老家沙湾拿吉省，集右派势力，于1960年9月组成“反政变委员会”，文翁亲王任首相兼外交大臣。两方由此爆发老挝内战。
1962年，老挝三方临时民族团结政府成立时，文翁留任王国总监。同年5月16日，文翁亲王访台，期间他宣布寮國与中华民国建交，但是遭到了政府内部梭发那·富马亲王的抵制。
1975年5月，巴特寮在内战中胜利时，他逃亡泰国。同年12月老挝人民民主共和国成立，其王位被废黜，并以叛国罪被缺席判处死罪。1976年流亡法国，1981年在布洛涅-比扬古去世，骨灰与他的妻子Princess Bouaphanh na Champassak (b. 1920- d. 2013)合葬于默东工程墓地（Cimetiere de Trivaux）。

## 家庭
1943年与更谷(Kengkok)的Mom Bouaphanh Soumpholpakdy结婚。夫妇俩生有六个儿子和三个女儿：
1. Prince Keo Champhonesak na Champassak,
2. Prince Saysanasak na Champassak,
3. Prince Keo Halusak na Champassak,
4. Prince Simoungkhounsak na Champassak,
5. Prince Vannahsak na Champassak,
6. Prince Vongdasak na Champassak,
7. Princess Ninhdasak na Champassak,
8. Princess Keosondarasak na Champassak
9. Princess Keomanisak na Champassak.